# Cesare Cerati
Cesare Cerati (Pavia, 28 aprile 1899 – Ventimiglia, 10 novembre 1969) è stato un giornalista italiano, ufficiale volontario nella Grande Guerra e legionario fiumano, distintosi nel movimento futurista.

## Biografia
Primogenito del giornalista Mario Luigi Cerati e di Raffaella De Dominicis e nipote dell’illustre pedagogista Saverio Fausto De Dominicis, noto esponente del positivismo italiano, Cesare nasce a Pavia nel 1899 e prende il nome del defunto nonno paterno, colonnello dei carabinieri. Dopo un’infanzia felice, cullato dall’amore di una grande famiglia, nel frattempo trasferitasi a Milano, soffre delle disgrazie che si abbattono su di essa, fino alla tragedia della morte del padre (1913).
Orfano quattordicenne, gravato di responsabilità, è costretto a vivere in ristrettezze presso il nonno Saverio, che lo accoglie con la mamma in lutto e le tre sorelline.
Ancora adolescente, collabora, con «parole in libertà» e altri scritti, al periodico L'Italia futurista, fondato nel 1916 da Emilio Settimelli; conosce Angelo Rognoni e Gino Soggetti, animatori del Gruppo futurista pavese e fondatori della rivista La folgore futurista; scrive «sintesi teatrali» in poche battute per i primi due numeri (unici usciti, all’inizio del 1917) di quella rivista; incontra a Milano Filippo Tommaso Marinetti e s’innamora definitivamente del Futurismo sposandone le ideologie. Studente inquieto, inizia un apprendistato giornalistico e lavora anche come grafico e impaginatore.
Scoppiata la Grande Guerra, Cesare Cerati ne segue con trepidazione le vicende e, in coerenza con l’ideologia bellica futurista, nel 1917, prima della chiamata di leva, si arruola volontario e viene assegnato come soldato semplice a un reggimento di fanteria. Ammesso poi a un corso speciale per allievi ufficiali di complemento, durante il quale stringe amicizia con Eugenio Montale, consegue il grado di sottotenente (16.5.1918) e chiede di far parte dei reparti d’assalto che prenderanno il nome di Arditi. Inviato sul fronte di guerra francese, è seriamente ferito a un ginocchio (Villers en Prajers 23.9.1918). Curato nell’ospedale militare di Bologna, guarisce con postumi permanenti.
Quando, nel 1919, Gabriele D'Annunzio con i suoi legionari occupa Fiume per reagire alla «vittoria dimezzata» e dar vita alla Reggenza italiana del Carnaro, Cesare Cerati abbandona la caserma di Modena, dove era costretto all’inazione in attesa del congedo, e si unisce a quella spedizione, distinguendosi nel nutrito drappello degli arditi-futuristi. Addetto all’ufficio stampa del comando dannunziano, dà vita con Mario Carli e Sandro Forti al settimanale La testa di ferro, libera voce dei legionarii di Fiume. Partecipa inoltre alla fondazione della Federazione Nazionale dei Legionari Fiumani presieduta da d’Annunzio, divenendone segretario.
Verso la fine del 1920, quando il governo italiano, vincolatosi col trattato di Rapallo a consentire la nascita di uno stato fiumano indipendente, invia reparti dell’esercito per reprimere con le armi l’impresa dannunziana, Cerati viene distaccato a Milano con altri legionari a raccogliere fondi e organizzare manifestazioni di piazza in favore di Fiume italiana e contro le lotte fratricide che porteranno al «Natale di sangue». Coinvolto in un presunto «complotto di Milano», è arrestato per sedizione e detenuto sette mesi fino al processo. Ma, difeso da un intervento personale di D’Annunzio, viene assolto dalla grave imputazione e festeggiato con applausi e lancio di fiori da uno stuolo di sostenitori.
A quel tumultuoso periodo risalgono le sue fraterne amicizie con i menzionati Mario Carli e Sandro Forti e con Bruno Munari, Stefano Canepa, Nelson Morpurgo e Mario Dessy.
Nel 1923 Cesare Cerati sposa la diciottenne Alda Barbareschi, coraggiosa sostenitrice delle sue avventure fiumane, poi a sua volta giornalista affermata e autrice di novelle sotto lo pseudonimo di Alda Belli.

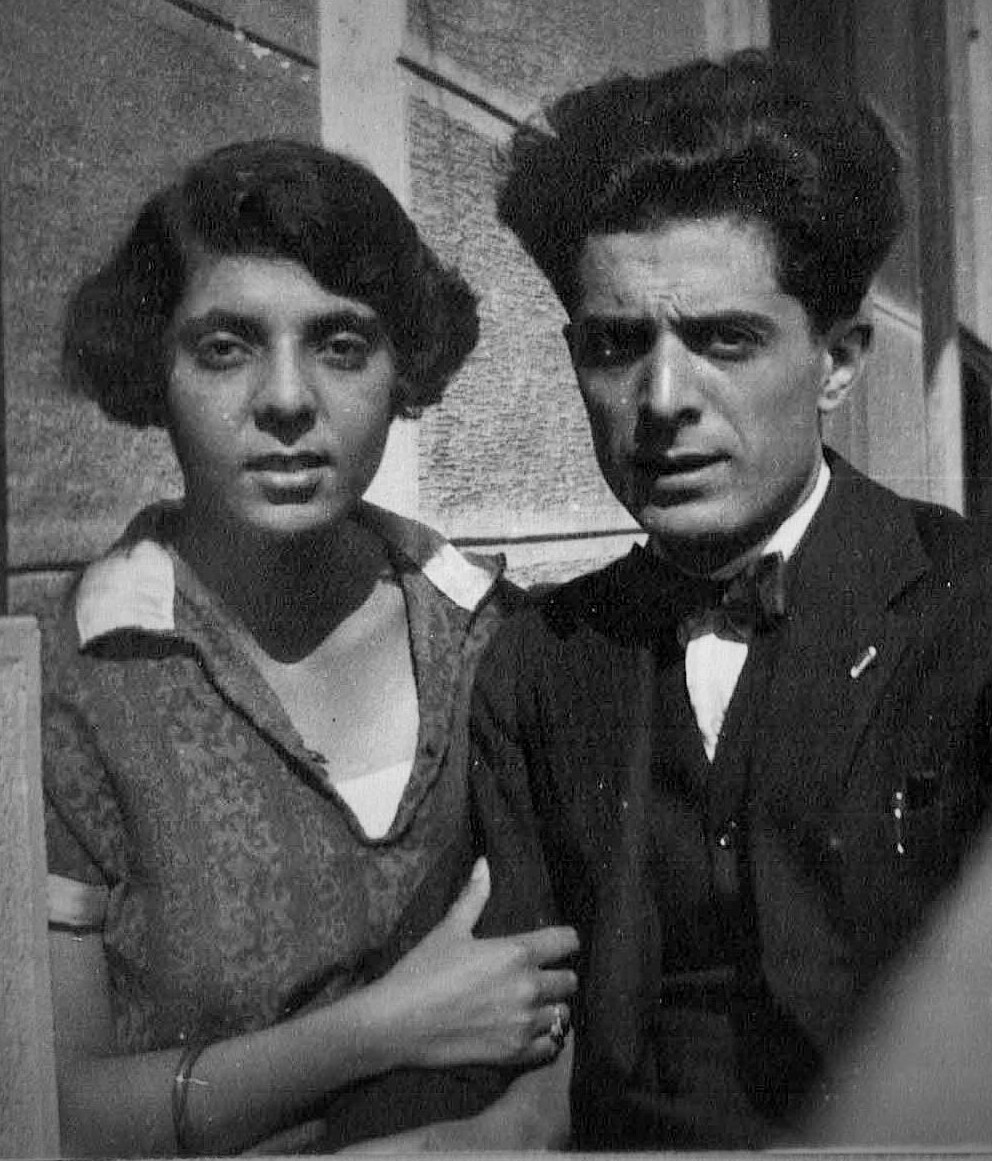
Cesare e Alda

Durante il ventennio mussoliniano si tiene lontano dalla politica e dalla vita pubblica; ma come giornalista (iscritto all’albo dal 1924) collabora via via con L’Eco d’Italia, Il Secolo, L’Ambrosiano, La Sera. E la sua firma continua a figurare anche in riviste e altre pubblicazioni futuriste.
Cultore appassionato del teatro, dirige la rivista Theatralia, fondata nel 1924, e cura le rubriche teatrali di vari periodici (Barbapedana, Corriere dei Palcoscenici, Fascino, Varietas); recensisce su L’Ambrosiano; pubblica una raccolta di Cronache filodrammatiche (Rama, Milano, 1926). Autore di nuove «sintesi teatrali» futuriste, è presente agli incontri sul palcoscenico organizzati da Marinetti. Ma non rinuncia a scrivere, da solo o in collaborazione con Lorenzo Barbetti, Carlo Roggero e Ada Salvatore, commedie e drammi di impianto più tradizionale, messi in scena con successo in importanti teatri e nella sala milanese della Gioventù Universitaria.
Si cimenta ancora nel «paroliberismo», concependo un Manifesto dei Ritratti Alfabetici, rimasto inedito. Esperto di tecnica fotografica, si dedica alla fotografia astratta, al fotomontaggio, alla fotografia in movimento. Nel 1934 gli viene affidata la rubrica settimanale «Obiettivi del dilettante fotografo» su L’Ambrosiano. Crea composizioni narrative incollando ritagli di giornale e di fotografie. Espone, nel 1938, con Dino Buzzati, Emilio De Martino e altri illustri colleghi, alla Mostra fotografica dei giornalisti.
Nel giugno 1940 viene richiamato come ufficiale di complemento e inviato in territorio nordafricano, dove opera fino all’aprile 1942, organizzando tra l’altro un Teatro itinerante per il soldato, che mette in scena riduzioni modernizzate di commedie di Molière e un repertorio sintetico futurista, tra cui alcune opere sue. Per questi spettacoli studia scenografie sintetiche e simultanee secondo le concezioni teatrali futuriste. Rimpatriato per malattia, trascorso un periodo di convalescenza, nel dicembre 1942 viene assegnato col grado di capitano al comando della divisione di fanteria «Legnano» di stanza in Francia.

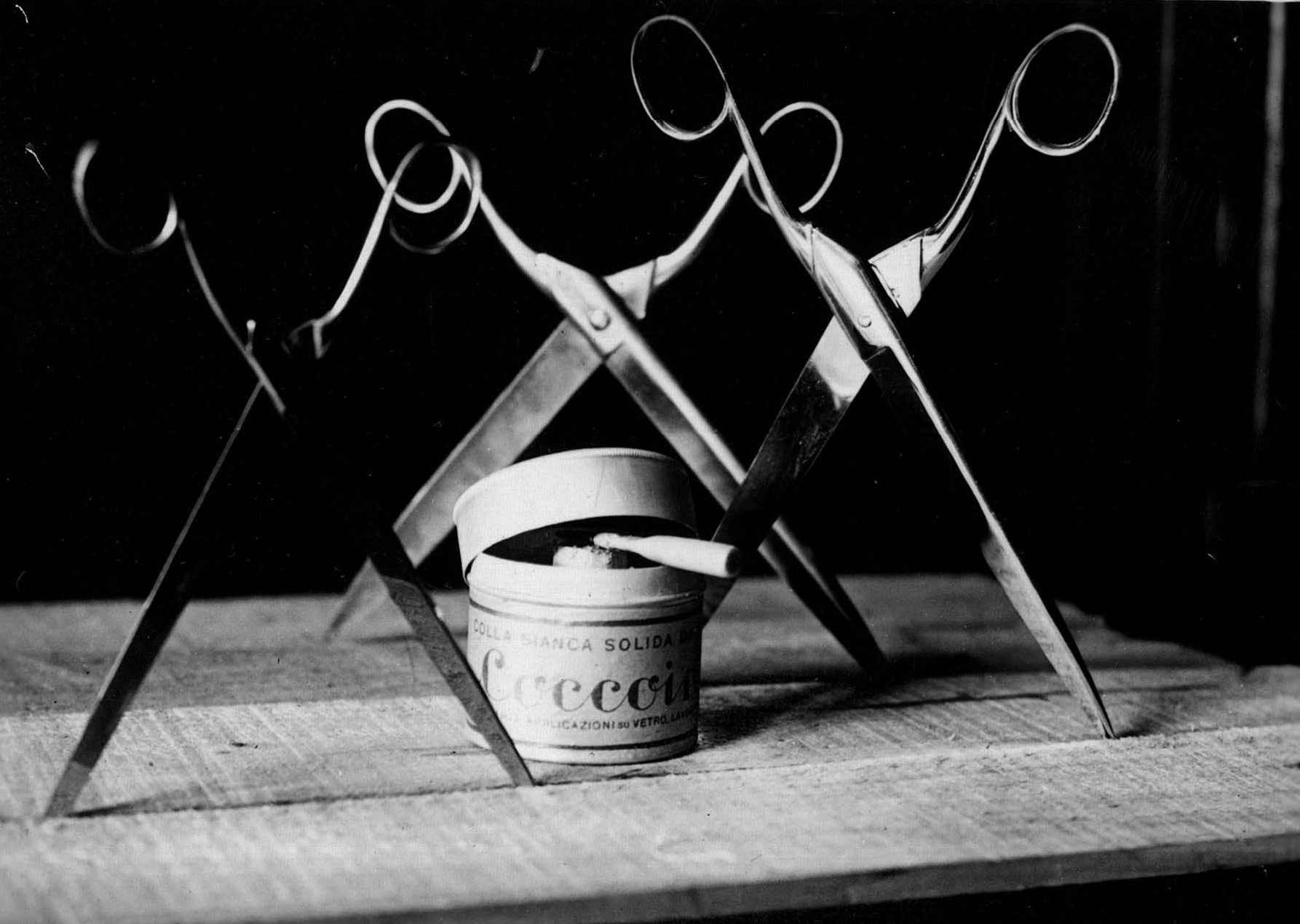
Strumenti d'arte

Dopo l’8 settembre 1943 si sottrae alle lusinghe del governo di Salò, rifiutando qualsiasi collaborazione con la stampa fascista, e vive nascosto, a contatto con l’editoria clandestina della Resistenza.
A Liberazione avvenuta, Cesare Cerati riprende in pieno l’attività di giornalista come redattore de La Libertà diretta da Ettore Janni, per poi passare a Il Popolo, chiamatovi da Andrea Damiano; si occupa ancora di teatro, pubblicando I monologhi e i Coquelin (Poligono, 1945); rinnova le sue sperimentazioni artistiche futuriste. Ma conduce ormai vita ritirata, frequentando solo i familiari (tra cui la sorella musicista Vincenza Cerati Rivolta) e pochi amici. E si dedica soprattutto alla fotografia e alla traduzione dal francese di romanzi di Chevalier, Le Porrier, Loti e Troyat per le Edizioni Cino del Duca.
Andato in pensione dopo quarant’anni di giornalismo attivo, si trasferisce con la moglie a Ventimiglia, dove muore improvvisamente nel 1969.
Una sua «composizione fotolibera» dal titolo «Eliche» è esposta al Mart di Rovereto e riprodotta in diverse pubblicazioni sul Futurismo, come prototipo di quel genere artistico.

## Pubblicazioni
- Cesare Cerati (a cura di), Cronache filodrammatiche, Rama, Milano, 1926;
- Cesare Cerati (a cura di), I monologhi e i Coquelin, Poligono, Milano, 1945;
- Cesare Cerati, In un tranquillo paese di campagna, indagine in un atto, in Teatro per tutti, 1º novembre 1933, p. 34 ss.
- Cesare Cerati, L’avversione ai colori violenti di una signorina Rosa Pallido. Romanzo breve colorato, in Terra d’Italia, anno 2°, ottobre 1927, p. 47.
- Cesare Cerati, Teatro in grigio-verde tra le palme, in Pagine di guerra di giornalisti lombardi, Milano, 1941, p. 594.
- Cesare Cerati, Trincea delle Frasche, in Terra d’Italia, anno 2°, nov.-dic. 1927, p. 19.

## Lavori teatrali
- Papà, sono qui!, commedia comica in 3 atti di Cesare Cerati;
- Un padre fortunato, commedia di Cesare Cerati;
- In un tranquillo paese di campagna, indagine in un atto di Cesare Cerati;
- Costruire, commedia di Cesare Cerati e Carlo Roggero;
- Esperienze, 2 tempi di Cesare Cerati e Ada Salvatore;
- La pietra nera, commedia gialla in 3 atti di Cesare Cerati e Lorenzo Barbetti;
- Vacanza, commedia di Cesare Cerati e Lorenzo Barbetti.